# Bulbophyllum lupulinum
Bulbophyllum lupulinum là một loài phong lan thuộc chi Bulbophyllum.